# Chorthippus lacustris
Chorthippus lacustris is een rechtvleugelig insect uit de familie veldsprinkhanen (Acrididae). De wetenschappelijke naam van deze soort is voor het eerst geldig gepubliceerd in 1975 door La Greca & Messina.
1. ↑  (en) Chorthippus lacustris op de IUCN Red List of Threatened Species.